# Pendjari nationalpark
Pendjari nationalpark (franska: Parc National de la Pandjari) ligger i nordvästra Benin och gränsar till Arli nationalpark i Burkina Faso.  Nationalparken, som fått sitt namn efter floden Pendjari är känd för sitt djurliv, med bland annat afrikanska elefanter, primater, lejon,  flodhästar, bufflar och olika antiloper men framför allt fåglar.
Pendjari nationalpark täcker ett 2755 kvadratkilometer stort område i nordvästligaste delen av Benin. Parken utgör en del av komplexet WAP (W-Arli-Pendjari) som utgör ett vidsträckt naturskyddsområde i Benin, Burkina Faso och Niger. Höjderna och klipporna i Atakorabergen gör området till det mest natursköna området i Benin. De skapar en vacker bakgrund till Pendjari nationalpark, som med sin isolerade läge, är en av de mest intressanta i Västafrika.
Det ligger i departementet Atacora, i den norra delen av landet, 500 km norr om huvudstaden Porto-Novo.

## Ekologi
De klippiga bergsområdet är glest bevuxet med Burkea africana, Detarium microcarpum, Lannea acida, Sterculia setigera och Combretum ghasalense. I den djupa jorden på en del toppar och Atakorabranten är växtligheten mer varierad med arter såsom Isoberlina doka och Afzelia africana. Parken inkluderar både Sudans och Norra Guineas savanner med gräsmarker som domineras med arterna Acacia sieberiana och Mitragyna inermis eller Terminalia macroptera. Det finns också stora mängder av vilda djur däribland elefanter, lejon, leoparder, bufflar, hästantiloper och flodhästar. Den årliga nederbörden uppgår till omkring 1 100 mm. Parken är öppen året runt, även om regnen mellan juni och november kan vara hårda och vissa delar av parken då är otillgängliga. Genom fynd har man fastställt att historiskt fanns den utrotningshotade Afrikanska vildhunden, Lycaon pictus, i nationalparken. Detta hunddjur fanns dock även i Arli nationalpark i Burkina Faso, och anses som troligen lokalt utrotad.

## Fågelliv

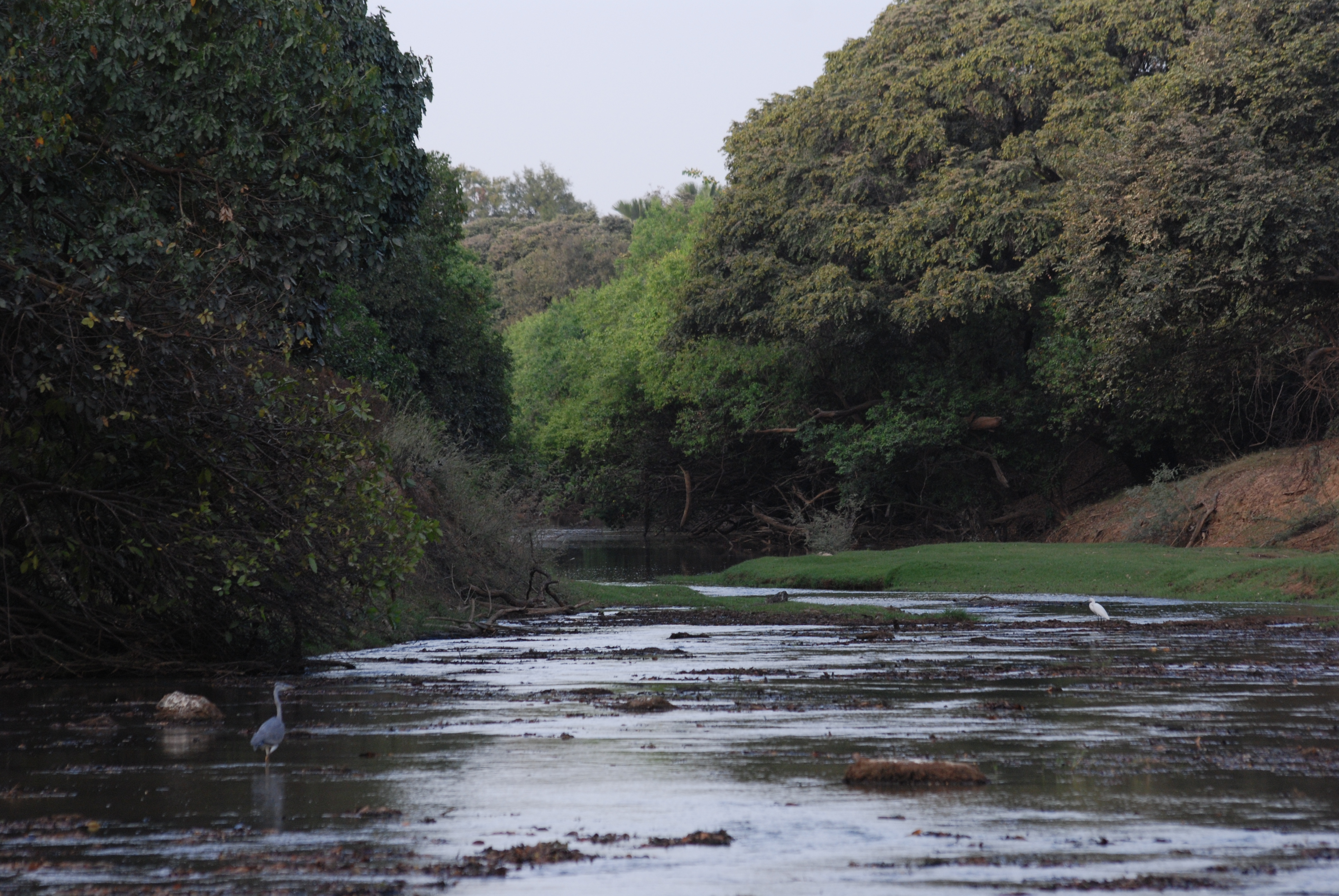
Floden Pendjari i nationalparken

Parken är känd för sitt fågelliv. Här finns omkring 300 olika fågelarter. Stäpphöken (Circus macrourus) och rödfalken (Falco naumanni) registreras ibland och det finns några enstaka dokumenterade fynd med örongam (Torgos tracheliotus). Rävfalken (Falco alopex) är inte ovanlig, medan saxstjärtsgladan (Chelictinia riocourii) inte är en ovanlig besökare under torrperioden. Dvärgörnen (Hieraaetus pennatus) har också påträffats här. BirdLife noterar att "Pendjari är känd för stora iögonfallande arter såsom afrikansk gapnäbbsstork (Anastomus lamelligerus), blåkindad stork (Ciconia abdimii), sadelnäbbsstork (Ephippiorhynchus senegalensis) och säsongsvis flockar med uppemot  60 vita storkar (Ciconia ciconia). Skrikfiskörn (Icthyophaga vocifer) and afrikansk fiskuggla (Scotopelia peli) kan också ses."
Bland de mer kända arter som noterats finns brokvingesvala (Hirundo leucosoma), vitkronad snårskvätta (Cossypha albicapillus), svartpannad stenskvätta (Oenanthe bottae), roststjärtad stenskvätta (Oenanthe familiaris), vitpannad stenskvätta (Oenanthe albifrons), klippskvätta (Thamnolaea cinnamomeiventris), stentrast (Monticola saxatilis), senegaleremomela (Eremomela pusilla), svarthuvad skriktrast (Turdoides reinwardtii), auroraastrild (Pytilia phoenicoptera), svartgumpad astrild (Estrilda troglodytes), buskstensparv (Gymnoris dentata) och togoparadisänka (Vidua togoensis).
Blek mesflugsnappare (Myioparus plumbeus) har noterats liksom flera andra undervegetationsarter. Vitstrupig grönbulbyl (Phyllastrephus albigularis) har noterats i Tanguiéta och vitstrupig frankolin (Campocolinus albogularis), en ovanlig invånare, har setts i jordbruksmarker söder om Natitingou. Söder om parken finns ett stort halvskyddat område på franska kallat La zone cygnetique de la Pendjari där ett antal andra arter har skådats.
Nationalparken och fågelhabibatet skyddas av staten Benin.